# Linux Professional Institute
Linux Professional Institute(LPI) — некомерційна організація, ціллю якої є створення спільноти професіоналів та компаній, що активно використовують Linux, відкритий код та вільне програмне забезпечення.
Для досягнення своїх цілей LPI плідно працює над різноманітними ініціативами, найважливішою з яких є встановлення стандарту сертифікації Linux-спеціалістів. Сертифікаційні екзамени LPI, що являють собою індивідуальний стандарт, доступні для здачі у тисячах різноманітних точок по усьому світу на багатьох мовах, визнаються роботодавцями та підтримуються навчальними центрами.
Найбільш суттєва різниця між LPI та іншими програмами складається в тому, що LPI є цілком незалежним від постачальників і нейтральним по відношенню до дистрибутивів. Тести розробляються спеціальним чином, дозволяючи виявити компетентність по відношенню до будь-якого Linux.
У лютому 2013 року при НТУУ "КПІ" офіційно відкрито першу [Архівовано 19 червня 2015 у Wayback Machine.] в Україні академію-партнера LPI з підготовки до сертифікації за стандартом LPIC-1. 